# Adventure in Washington
Adventure in Washington é um filme estadunidense de 1941 dirigido por Alfred E. Green e estrelado por Herbert Marshall, Virginia Bruce e Gene Reynolds. Baseado em uma história de Jeanne Spencer e Albert Benham, o filme foi originalmente concebido em 1940 como uma continuação de A Mulher Faz o Homem, do ano anterior.

## Elenco

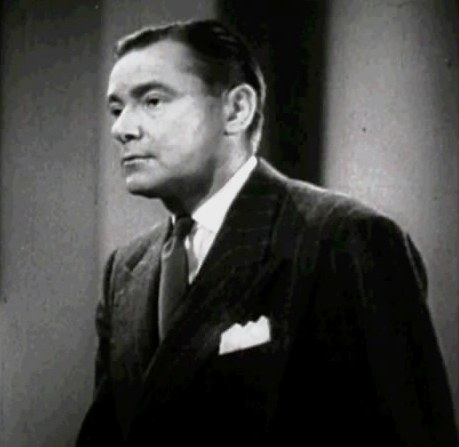
Herbert Marshall como "Senador Coleridge".

- Herbert Marshall ...Senador John Coleridge
- Virginia Bruce ...Jane Scott
- Gene Reynolds ... Marty Driscoll
- Samuel S. Hinds ...Sen. Henry Owen
- Ralph Morgan ...Sen. Cummings
- Vaughan Glaser ...Bundy
- Charles Smith ...Collins
- Dickie Jones ...Abbott
- Pierre Watkin ... Frank Conroy
- J. M. Kerrigan ...Jim O'Brien
- Tommy Bond ...Peewee Haynes
- Ian Wolfe ...Emerson (sem créditos)
- Billy Dawson ...Chubby Wells
- Charles Lind ...Lenny Root
- Mary Currier ... Miss Nolan